# Брусенцов Геннадій Якович
Геннадій Якович Брусенцо́́в (нар. 14 жовтня 1927, Орел — пом. 1 квітня 2006, Севастополь) — український живописець, графік; член Спілки радянських художників з 30 березня 1954 року, Спілки художників Туркменської РСР та Кримської організації Спілки художників України з 7 березня 1969 року

## Біографія
Народився 14 жовтня 1927 року в місті Орлі (тепер Росія). У ранньому дитинстві разом з батьками переїхав в Ленінград, де пройшли його шкільні роки. В роки німецько-радянської війни перебував у евакуації в Казані. Протягом 1945—1953 років навчався у Ленінградському вищому художньо-промисловому училищі імені В. І. Мухіної (викладачі Генрих Павловський, Анатолій Казанцев, Петро Пуко, Петро Сидоров). Дипломна робота — панно «Будівництво Петербурга Петром І».
Протягом 1953–1969 років працював у Туркменській РСР: у 1953—1954 роках художником в проєктному управлінні «Ашхабадпроект»; викладав в Ашхабадскому художньому училищі імені Шота Руставелі. Був членом Художньої ради Художнього фонду Туркменської РСР та у 1962—1969 роках членом Правління Спілки художників Туркменської РСР. Член КПРС з 1967 року.
З 1969 року жив в Севастополі, в будинку на проспекті Гагаріна № 17а, квартира 50, потім в будинку на вулиці Дмитра Ульянова № 8, квартира 13. Був член правління Кримської організації Спілки художників України з 15 січня 1972 року по 4 листопада 1986 року. Помер в Севастополі 1 квітня 2006 року.

## Творчість
Працюєвав в галузі станкового живопису. Писав пейзажі, портрети, натюрморти, в жанрі ню. Серед робіт:
- «М. В. Фрунзе на Туркестанському фронті» (1955);
- «Футболіст» (1955);
- «Марійська дівчина» (1956);
- «Біле золото» (1959);
- «Портрет килимарниці М. Бердиєвої» (1957);
- «Ленінський декрет» (1957);
- «Водопровідники» (1961);
- «Портрет піаністки» (1963);
- «На землі» (1966);
- «Вітряк» (1966, малюнок);
- «Курземська садиба» (1966, малюнок);
- «Наші батьки» (1967);
- «Портрет кінорежисера Булата Мансурова» (1968);
- «Молодий Севастополь» (1969);
- «Дороги Севастополя» (1969);
- «Вечоріє» (1970);
- «На землі Севастополя» (1971);
- «Портрет учасника оборони Севастополя В. І. Проценко» (1971);
- «В. І. Ленін» (1972, полотно, олія);
- «Натюрморт з персиками» (1972);
- «Сини» (1972—1973);
- «Севастопольський хлопець» (1972—1978);
- «Листопадовий Севастополь» (1973—1974);
- «Мигдаль зацвів» (1974);
- «Повернулись» (1975);
- «Будівниця Севастополя» (1975);
- «Портрет актриси Віри Зайцевої» (1975);
- «Сімейний портрет» (1976);
- «Лейтенант революції» (1977);
- «Леся і Яна Чиж» (1977);
- «Портрет артистки В. Заклунною» (1977—1979);
- «Вранішні чайки» (1979);
- «Білі пароплави» (1979);
- «Жіночий портрет з гранатами» (1980);
- «Хмари над бухтою» (1980);
- «Срібний Херсонес» (1980);
- «Портрет сина» (1981);
- «Машенька» (1981);
- «Бригада» (1982);
- «Портрет письменника Геннадія Черкашина» (1982);
- триптих «Присвята матері» (1983; «Боротьба», «Портрет матері», «Життя»);
- «Портрет І. Д. Папаніна» (1983).
- «Оборона Севастополя» (1984);
- «Маки Херсонеса» (1985);
- «Осінній автопортрет» (1986);
- «Кримський берег» (1986);
- «Тихий вечір на Херсонесі» (1986);
- «Портрет актора В. Юрченко» (1986);
- «Портрет молодої людини» (1987);
- «Час синів» (1987);
- «Портрет актриси Людмили Корнішеної» (1987);
- «Кипариси»(1987);
- «Червоні мережі» (1988);
- «Портрет актора Бориса Хмельницького» (1988);
- «Портрет Ольги Тарасової» (1989);
- «Хрещенський вечір» (1995);
- «Херсонес Таврійський» (1998);
- «Кипариси» (1998).

графіка
- «Артист Базар Аманов в ролі Яго» (1954, кольоровий папір, соус, акварель, вугілля, крейда);
- «Артист Кульмамедов в ролі Отелло» (1954, кольоровий папір, вугілля, кольоровий картон, білила);
- «Срібляста вулиця» (1960-ті, акварель);
- «Рибалка» (1960-ті, акварель);
- «Аксакал» (1967, вугілля);
- «Еле» (1968, вугілля);
- «Жіноча голова» (1971, вугілля);
- «Яна» (1975, картон);
- «Біля моря» (1977, акварель);
- «Ранок у селі» (1984, акварель);
- «Зима на Херсонесі» (1985, акварель).

Автор:
- ескізу і картону мозаїки «Жінки-мироносиці біля гробу Господнього» для фасаду Свято-Миколаївського храму (1993—1994, Севастополь);
- іконопису для храму-каплиці святого Георгія (1995; Сапун-гора, Севастополь).

Був художником-постановником художнього фільму «Смерті немає, хлопці!» («Туркменфільм», 1970).
Роботи зберігаються у Третьяковській галереї, Державному музеї східних культур у Москві, Державному музеї образотворчих мистецтв у Ашгабаті, Севастопольському художньому музеї.

### Виставки
Брав участь у виставках з 1953 року:
- Дипломних і курсових робіт студентів ВХПУ імені. В. І. Мухіної (Ленінград, 1953);
- Туркменська республіканська (Ашхабад, 1954);
- Туркменських килимів (Ашхабад, 1954);
- Всесоюзна художня (Москва, 1955);
- Образотворчого мистецтва і народної творчості Туркменської РСР (Москва, 1955);
- Живопису, скульптури та графіки до I Всесоюзного з'їзду радянських художників (Москва, 1957);
- Творів молодих художників Радянського Союзу до VI Всесвітнього фестивалю молоді і студентів (Москва, 1957);
- Художників Туркменістану до 40-ї річниці Жовтневої революції (Ашхабад, 1957);
- Всесоюзна художня, присвячена 40-річчю Великої Жовтневої Соціалістичної революції (Москва, 1957);
- Всесоюзна художня «40 років ВЛКСМ» (Москва, 1958);
- Туркменська республіканська (Ашхабад, 1959);
- Туркменська республіканська «Радянський портрет» (Ашхабад, 1959);
- Туркменська республіканська (Ашхабад, 1961);
- Всесоюзна художня, присвячена XXII з'їзду КПРС (Москва, 1961);
- 2-я осіння виставка творів художників Туркменістану (Ашхабад, 1962);
- Творів художників Туркменістану (Ашхабад, 1962);
- Туркменська республіканська до XVIII з'їзду КП Туркменістану (Ашхабад, 1963);
- Всесоюзна «Фізкультура і спорт в образотворчому мистецтві» (Москва, 1963);
- Групова «Люди, пісні, нафта» (Ашхабад , 1963);
- Ювілейна виставка творів художників Туркменістану до 40-річчя ТРСР і Компартії Туркменістану (Ашхабад, 1964);
- Творів художників України та Туркменії (Алма-Ата, 1964);
- «Жінки сонячного краю» (Ашхабад, 1964);
- Творів художників Туркменістану «На сторожі миру» (Ашхабад, 1965);
- Туркменська республіканська до 50-річчя Жовтневої революції (Ашхабад, 1967);
- Всесоюзна ювілейна до 50-річчя Великої Жовтневої Соціалістичної революції «50 років Радянської влади» (Москва, 1967);
- Всесоюзна «Радянський політичний плакат за 50 років» (Москва, 1967);
- Туркменська республіканська (Ашхабад, 1968);
- Кримська обласна художня виставка, присвячена 100-річчю від дня пик дення В. І. Леніна (Сімферополь, 1969);
- «25 років Перемоги над фашистською Німеччиною» (Севастополь, 1970);
- Обласна художня виставка творів художників Криму (Ялта, 1970);
- «Художники України до 100-річчя від дня народження В. І. Леніна» (Київ, 1970);
- Обласна художня виставка, присвячена XXIV з'їзду КПРС і XXIV з'їзду Комуністичної партії України (Сімферополь, 1971);
- Кримська обласна художня виставка «Крим соціалістичний» (Сімферополь, 1971);
- Обласна художня виставка, присвячена 50-річчю освіти СРСР (Сімферополь, 1972);
- «Художники Криму» (Ленінград, 1972);
- Обласна весняна виставка робіт кримських художників (Сімферополь, 1973);
- Українська республіканська «На варті Батьківщини», присвячена 55-річчю Радянської армії і Військово-морського флоту (Київ, 1973);
- Всесоюзна художня виставка до 55-річчя Радянської армії і Військово-морського флоту «На варті Батьківщини» (Москва, 1973);
- Творів кримських художників до 30-річчя визволення Криму (Севастополь, 1974);
- Республіканська виставка портрета до 50-річчя від дня народження І. Є. Рєпіна «Меморіал І. Є. Рєпіна» (Чугуїв, 1974);
- Українська республіканська до 30-річчя визволення Радянської України (Київ, 1974);
- Творів кримських художників у Угорській Народній Республіці (Кечкемет, 1975);
- Кримська обласна до 30-річчя Перемоги у Великій Вітчизняній війні «Подвиг народу безсмертний» (Сімферополь, 1975);
- Кримська обласна до XXV з'їзду КПРС «Слава праці» (Сімферополь, 1975);
- Українська республіканська «XXX років Великої Перемоги» (Київ, 1975);
- Творів художників підприємств Художнього фонду УРСР (Сімферополь, 1976);
- Українська республіканська, присвячена XXV з'їзду КПРС і XXV з'їзду КП України «Слава праці» (Київ, 1976);
- Творів художників Криму до 60-річчя Радянської Влади «Ленінським шляхом» (Сімферополь, 1977);
- IV Республіканська виставка акварелі (Львів, 1977);
- Українська республіканська до 60-річчя Жовтневої революції «Ленінським шляхом» (Київ, 1977);
- Українська республіканська «60 років ВЛКСМ» (Київ, 1978);
- Українська республіканська «Художники України — дітям» (Київ, 1978);
- Всесоюзна «60 героїчних років», присвячена 60-річчю Радянської армії і Військово-морського флоту (Москва, 1978);
- Творів художників-мариністів (Ялта, 1978);
- Кримська обласна до 35-річчя визволення Криму (Ялта, 1979);
- Кримська обласна «Наш радянський спосіб життя» (Сімферополь, 1979);
- Образотворчого мистецтва Української РСР з музеїв УРСР і РРФСР до 325-річчя возз'єднання України з Росією «Навіки разом» (Москва, 1979);
- Всесоюзна «Блакитні дороги Батьківщини» (Москва, 1979);
- Кримська обласна «35 років Великої Перемоги» (Сімферополь, 1980);
- Кримська обласна в Картинній галереї колгоспу «Дружба народів» (1980);
- Кримська обласна до XXVI з'їзду КПРС «Ми будуємо комунізм».

За кордоном виставлявся у Великій Британії (1968), Нідерландах (1972), Японії (1974), Угорщині (1977), Франції (1991), Італії (1992). Персональні виставки пройшли в Ашгабаті (1965—1966), Севастополі (1971, 1977), Києві, Миколаєві, Ялті, Житомирі (усі у 1977—1978 роках).

## Відзнаки
- Дві Почесні грамоти Верховної Ради Туркменської РСР;
- Заслужений художник УРСР з 1982 року.